# Sân vận động Sheriff
Sân vận động Sheriff (cũng được gọi là Glavnaya Arena) là một sân vận động bóng đá ở Tiraspol, thủ phủ của lãnh thổ ly khai Transnistria của Moldova. Đây là sân nhà của Sheriff Tiraspol. Sân thuộc sở hữu của tập đoàn Sheriff. Sân có sức chứa 12.746 khán giả. Đội tuyển bóng đá quốc gia Moldova đã thi đấu một số trận đấu quốc tế trên sân nhà tại sân vận động này.
Khu liên hợp thể thao Sheriff nằm trên một khu đất rộng hơn 40 ha và bao gồm sân vận động chính cùng với năm sân vận động phụ khác, sân tập, một nhà thi đấu trong nhà cũng như một trung tâm đào tạo bóng đá trẻ và ký túc xá dành cho các cầu thủ của FC Sheriff trong khuôn viên. Một khách sạn năm sao sang trọng đang được xây dựng trong khu liên hợp.

## Hình ảnh

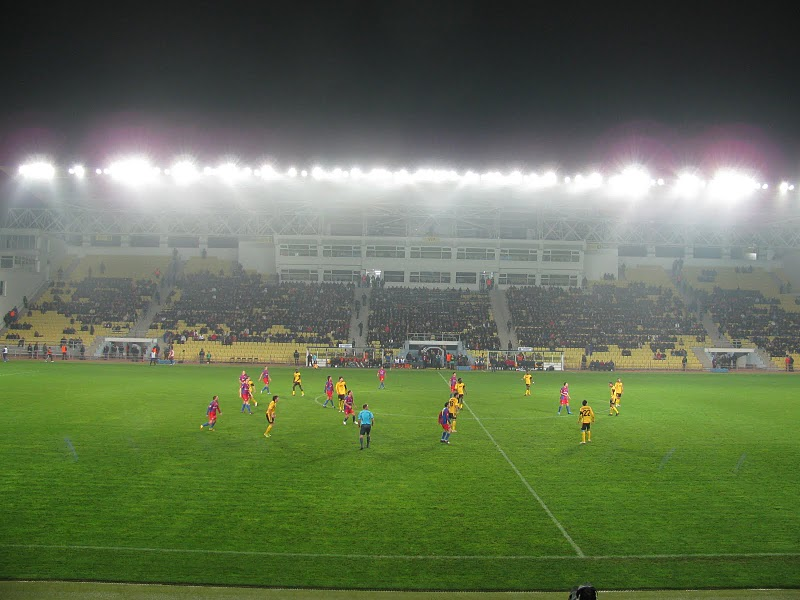
Sheriff–Steaua București, 2009